# Anniston (Alabama)
Anniston település az USA Alabama államában. Lakosainak száma 21 564 fő (2020).

## Népesség
A település népességének változása:
| Lakosok száma | 23 106 | 22 666 | 21 564 |
|               | 2010   | 2013   | 2020   |